# Zygmunt Gorazdowski
Zygmunt Gorazdowski (Sanok, Polen, 1 november 1845 - Lwów, 1 januari 1920) werd in 1871 priester gewijd voor het rooms-katholieke aartsbisdom Lwów (Latijnse ritus), toentertijd merendeels Pools en deel van Oostenrijk-Hongarije (thans Lviv, in de westelijke Oekraïne). Als parochiepriester werkte hij intensief voor jongeren, zieken en armen.
Gorazdowski, auteur van een populaire catechismus, stichtte een krant, diverse charitatieve instellingen en een religieuze congregatie, de Zusters van Genade van de Heilige Jozef. Deze congregatie heeft vestigingen in Polen, Oekraïne, Brazilië, Congo en Kameroen en is daarnaast ook actief in Frankrijk, Duitsland en Italië. Ze houdt zich bezig met opvoeding en de zorg voor ouderen en zieken.
Hij werd heilig verklaard op 23 oktober 2005 door paus Benedictus XVI. Zijn feestdag valt op 1 januari.